# سالفاتوري بوكيتي
سالفاتوري بوكيتي (مواليد 30 نوفمبر 1986 في نابولي - إيطاليا) (بالإيطالية: Salvatore Bocchetti)‏ لاعب كرة قدم إيطالي لعب لصالح نادي الدرجة الأولى جنوى الإيطالي منذ 2008 في مركز قلب الدفاع . ولعب لنادي روبن كازان الروسي منذ عام 2010 إلى 2015 وحاليا يلعب لنادي ميلان الإيطالي.

## روابط خارجية
- سالفاتوري بوكيتي على موقع الاتحاد الدولي (مؤرشف)  (الإنجليزية)
- سالفاتوري بوكيتي على موقع الاتحاد الأوربي (الإنجليزية)
- سالفاتوري بوكيتي على موقع قاعدة بيانات كرة القدم.إي يو (الإنجليزية)
- سالفاتوري بوكيتي على موقع ناشيونال فوتبول تيمز (الإنجليزية)
- سالفاتوري بوكيتي على موقع Soccerway.com (الإنجليزية)
- سالفاتوري بوكيتي على موقع عالم كرة القدم.نت (الإنجليزية)
- سالفاتوري بوكيتي على موقع كووورة
- سالفاتوري بوكيتي على موقع اللجنة الأولمبية الدولية (الإنجليزية)
- سالفاتوري بوكيتي على موقع أوليمبيديا (الإنجليزية)
- سالفاتوري بوكيتي على موقع AS.com (الإسبانية)